# ミザリー・シグナルズ
ミザリー・シグナルズ（英: Misery Signals）はアメリカおよびカナダ出身のメタルコアバンド。変拍子やチャグを取り入れたリフ、ブレイクダウンといった要素の中に、哀愁的なメロディを引き立たせたサウンドを特徴とし、「メタルコアの究極形」とも形容される。影響を受けたバンドのひとつにメシュガーを挙げている
。

## 略歴
2002年に7エンジェルズ・7プレイグスとCompromiseのメンバーによって結成される。当初、ヴォーカリストのJesseは両方のバンドに務めていたが、Compromiseのメンバーが事故に巻き込まれ、その内の2名が帰らぬ人となってしまった。その後バンド名を変えミザリー・シグナルズが始動した。
2003年にEPをレコーディング。4度のアメリカ・ツアーの後、Ferret Music (en: Ferret Music)と契約し、デヴィン・タウンゼンドのプロデュースのもと、1stアルバム"Of Malice and the Magnum Heart"を発表。このタイトルはCompromiseのメンバーが遺した詩からつけたという。
2005年にエクストリーム・ザ・ドージョーで初来日を果たす。その後Jesseが脱退し、オーディションによってKarl Schubachが選ばれ、2ndアルバム"Mirrors"よりボーカルを務める。
2008年には再びデヴィン・タウンゼンドをプロデューサーに迎え、3rdアルバム"Controller"を発表。改めて洗練された感情表現を目指した。
2009年のPump Up The Volume Festで再来日。
2013年、4thアルバム"Absent Light"を発表。
2014年、1stアルバム発売から10周年を記念して"Malice X Tour"を行うことを発表。
2020年、約7年ぶりの新作となる5thアルバム"Ultraviolet"を発表。

## メンバー

### 現メンバー
- ジェシー・ザラスカ Jesse Zaraska  - ボーカル (2002年 - 2006年、2014年 - 現在)
- ライアン・モーガン Ryan Morgan - ギター (2002年 - 現在)
- ステュアート・ロス Stuart Ross - ギター (2002年 - 2010年、2014年 - 現在)
- カイル・ジョンソン Kyle Johnson - ベース (2002年 - 2010年、2013年 - 現在)
- ブランデン・モーガン Branden Morgan ドラム (2003年 - 現在)

### 旧メンバー
- カール・シューバック Karl Schubach - ボーカル (2006年 - 2014年)
- ジェフ・オースト Jeff Aust - ギター (2002年)
- グレゴリー・トーマス Gregory Thomas - ギター (2011年 - 2014年)
- ケント・レン Kent Wren - ベース (2011年 - 2013年)
- スコット・ヴォーゲル Scott Vogel -ドラム (2002年 - 2003年)

## ディスコグラフィー

### アルバム
- オブ・マリス・アンド・ザ・マグナム・ハート Of Malice and the Magnum Heart (2004年)
- ミラーズ Mirrors (2006年)
- コントローラー Controller (2008年)
- アブセント・ライト Absent Light (2013年)
- ウルトラヴァイオレット Ultraviolet (2020年)

### EP
- ミザリー・シグナルス Misery Signals (2003年)